# Mátészalka
Mátészalka es una ciudad en el condado de Szabolcs-Szatmár-Bereg, en la región de la Gran Llanura Septentrional del este de Hungría. Está a orillas del río Kraszna, a 52 kilómetros de la ciudad de Nyiregyhaza. 

## Geografía
Cubre un área de 41,81 km² y tiene una población de 15 874 personas (2021).
La ciudad fue el lugar de nacimiento del padre del actor Tony Curtis, Emanuel Schwartz.

## Población
En 2001, la población de Mátészalka estaba constituida por un 96% húngara, un 3% romaní y el 1% alemana. Sin embargo, en los últimos años se han mudado a Mátészalka personas de Estados Unidos, India, Canadá y China (2021)

## Historia
Mátészalka surgió de la fusión de dos grandes pueblos: Máté, fundado en 1231 y Szalka, creado en 1268. Desde el siglo XV Mátészalka fue un asentamiento comercial. De 1920 a 1950 fue la sede de las autoridades de algunos de los comités deSzatmár, Ugocsa y Bereg que permanecieron en Hungría después del Tratado de Trianón. En 1969 Mátészalka recibió los derechos de ciudad. La ciudad es la sede del regional Szatmári Múzeum.